# ラアピ・ウルイナサウ
ラアピ・ウルイナサウ（Reapi Uluinasau、1994年11月2日 - ）は、フィジーの女子ラグビー選手。

## プロフィール
- フィジー出身。
- ポジションはフルバック(FB)[1]。
- 身長 170cm、体重 65kg

## 略歴
2021年、東京五輪の7人制女子フィジー代表に選ばれて銅メダル獲得。
2024年、パリ五輪の7人制女子フィジー代表に選ばれた。